# Kazimierz Kmiecik
Kazimierz Kmiecik   (Węgrzce Wielkie, 19 de setembre de 1951) és un exfutbolista polonès de la dècada de 1970.
Fou 35 cops internacional amb la selecció polonesa amb la qual participà en els Jocs Olímpics d'Estiu de 1972 i 1976 i a la Copa del Món de Futbol de 1974.
Pel que fa a clubs, defensà els colors de Wisła Kraków, Larissa i Stuttgarter Kickers.